# Regió de Plessur

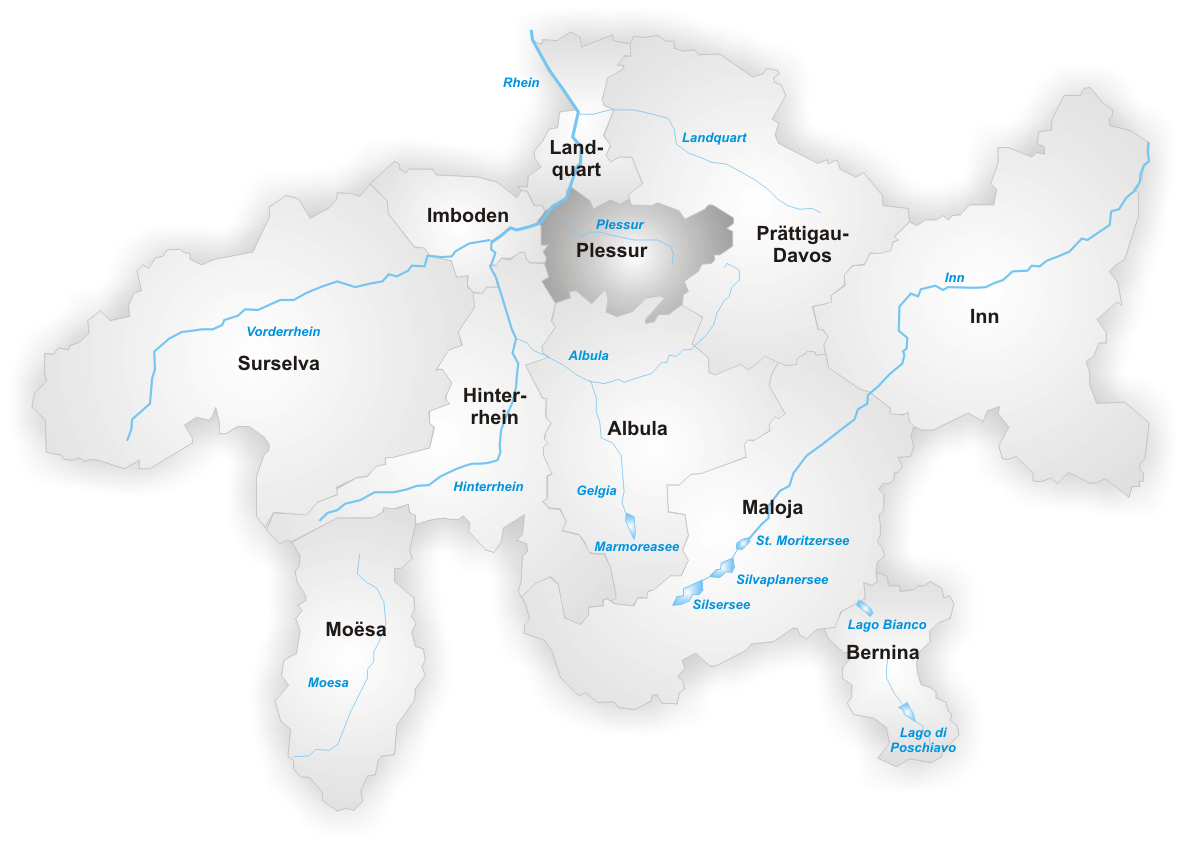
La Regió de Plessur

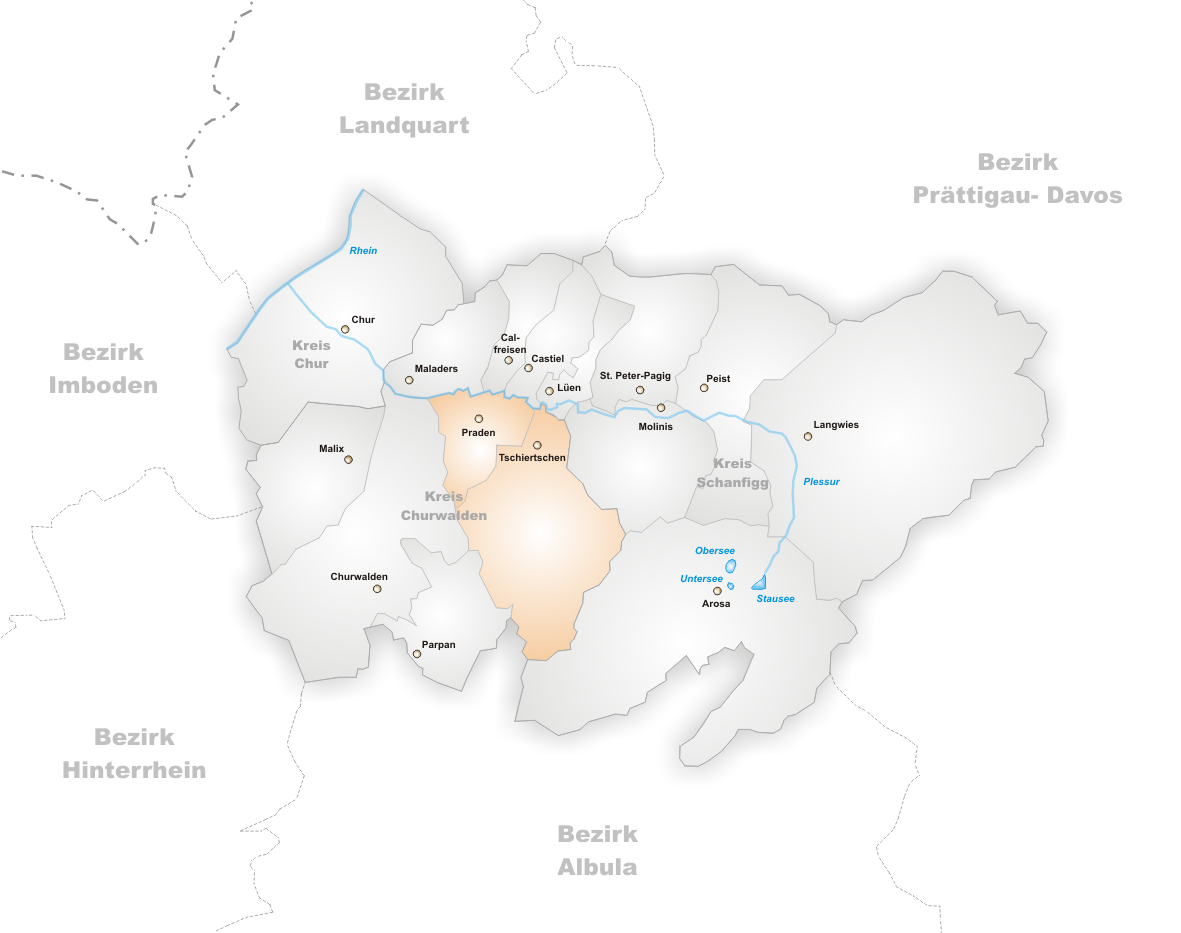
Municipis de la regió de Plessur

La Regió de Plessur és una de les 11 regions del cantó dels Grisons (Suïssa). És una regió amb l'alemany com a llengua oficial i està format per 15 municipis repartits en 3 cercles comunals. Té una població de 38819 habitants (cens de 2007) i una superfície de 266,75 km². El cap de la regió és també el cap del cantó, Chur.

## Municipis
| Cercle de Chur | Cercle de Chur | Cercle de Chur       | Cercle de Chur    | Cercle de Chur |
| Escut          | Nom            | Població (Des. 2007) | Superfície in km² | Núm. OFS       |
| -------------- | -------------- | -------------------- | ----------------- | -------------- |
| Chur           | Coira          | 32'513               | 28.09             | 3901           |

| Cercle de Churwalden | Cercle de Churwalden | Cercle de Churwalden | Cercle de Churwalden | Cercle de Churwalden |
| Escut                | Nom                  | Població (Des. 2007) | Superfície in km²    | Núm. OFS             |
| -------------------- | -------------------- | -------------------- | -------------------- | -------------------- |
| Churwalden           | Churwalden           | 1186                 | 26.69                | 3911                 |
| Malix                | Malix                | 699                  | 12.56                | 3912                 |
| Parpan               | Parpan               | 249                  | 9.29                 | 3913                 |
| Tschiertschen-Praden | Tschiertschen-Praden | 318                  | 27.74                | 3932                 |

| Cercle de Schanfigg | Cercle de Schanfigg | Cercle de Schanfigg  | Cercle de Schanfigg | Cercle de Schanfigg |
| Escut               | Nom                 | Població (Des. 2007) | Superfície in km²   | Núm. OFS            |
| ------------------- | ------------------- | -------------------- | ------------------- | ------------------- |
|                     | Arosa               | 2244                 | 42.53               | 3921                |
| Calfreisen          | Calfreisen          | 45                   | 5.13                | 3922                |
| Castiel             | Castiel             | 123                  | 5.43                | 3923                |
| Langwies            | Langwies            | 295                  | 54.96               | 3924                |
| Lüen                | Lüen                | 81                   | 3.49                | 3925                |
| Maladers            | Maladers            | 495                  | 7.59                | 3926                |
| Molinis             | Molinis             | 129                  | 13.21               | 3927                |
| Peist               | Peist               | 211                  | 17.89               | 3929                |
| St. Peter-Pagig     | St. Peter-Pagig     | 231                  | 12.15               | 3931                |

## Fusions

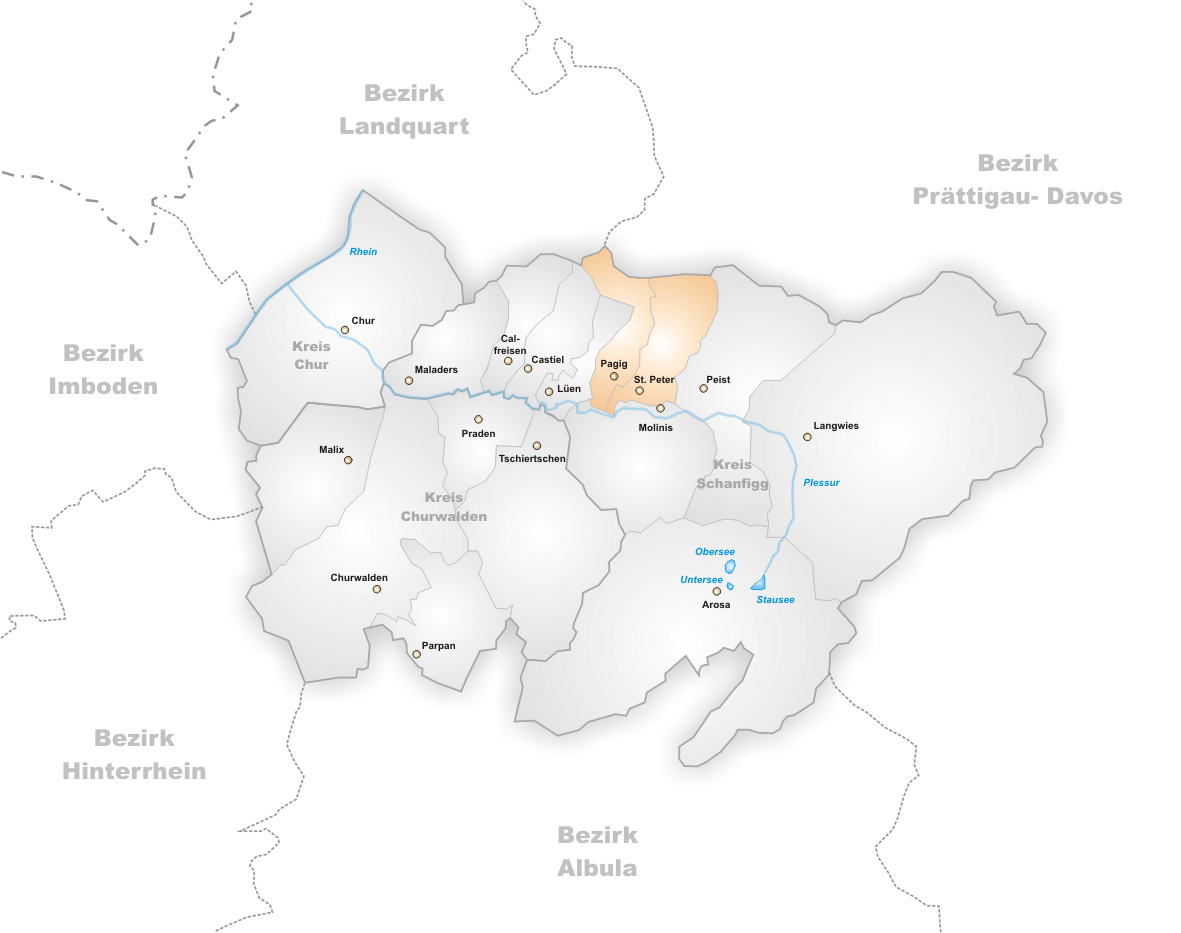
Municipis el 2007
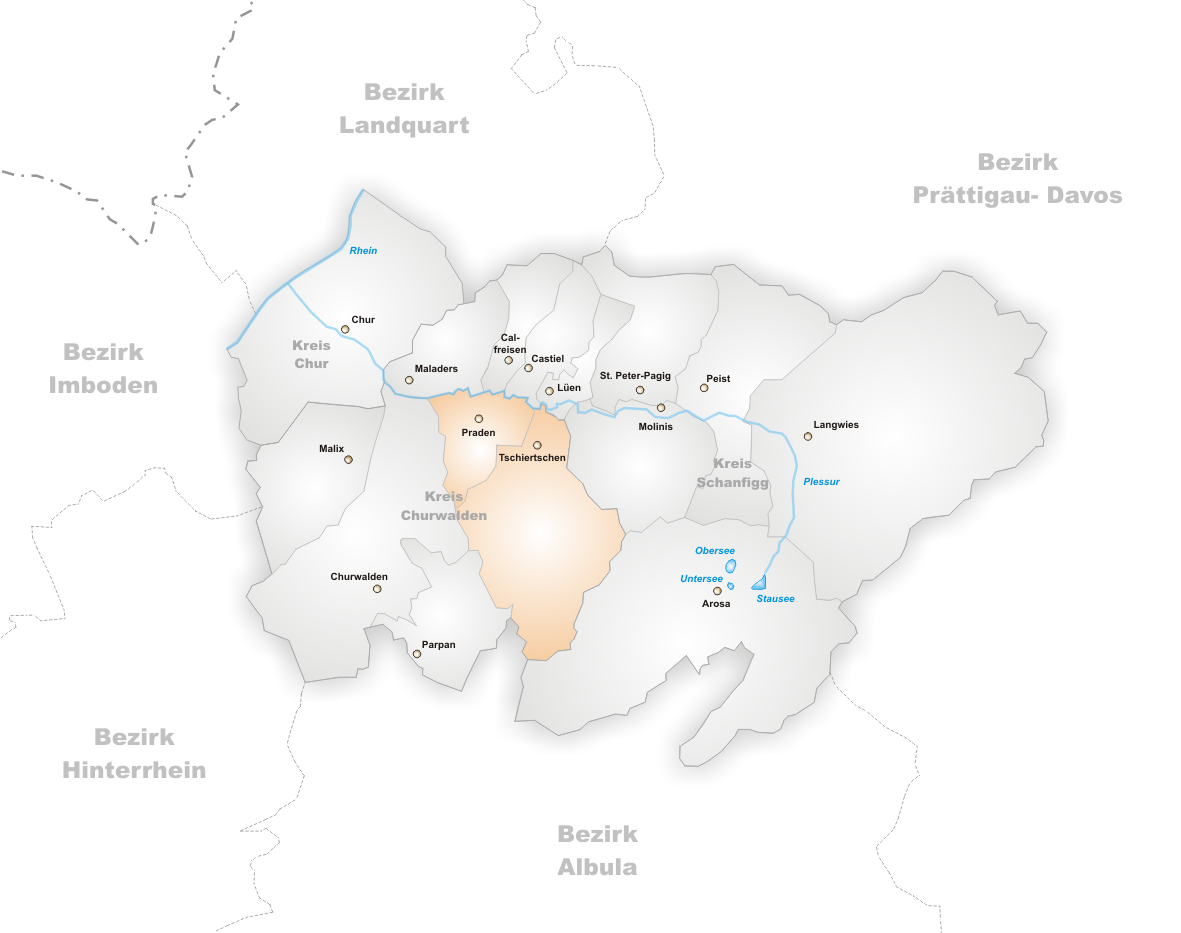
Municipis el 2008
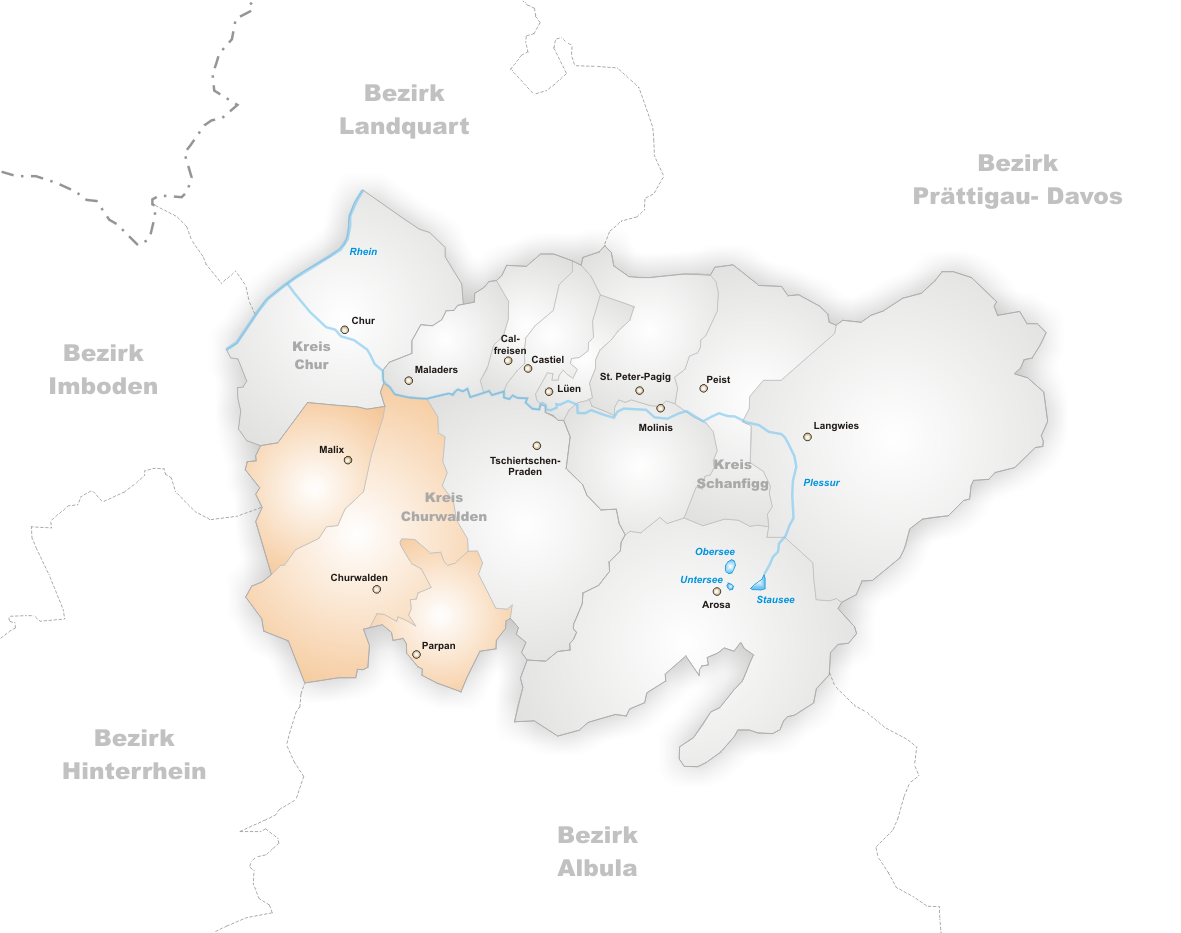
Gemeinden bis 2009

- 2008: St. Peter i Pagig → St. Peter-Pagig

- 2009: Tschiertschen i Praden → Tschiertschen-Praden

- 2010: Churwalden, Malix i Parpan → Churwalden